# Patinatge de velocitat als Jocs Olímpics d'hivern de 2006 - 3.000 metres femenins
Als Jocs Olímpics d'Hivern de 2006 celebrats a la ciutat de Torí (Itàlia) es disputà una prova de patinatge de velocitat sobre gel sobre una distància de 3.000 metres en categoria femenina que formà part del programa oficial dels Jocs.
La prova es disputà el dia 12 de febrer de 2006 a les instal·lacions de l'Oval Lingotto de la ciutat de Torí. Hi participaren un total de 28 patinadores de velocitat de 15 comitès nacionals diferents.

## Resum de medalles
| Or         | Argent            | Bronze        |
| Ireen Wüst | Renate Groenewold | Cindy Klassen |

## Resultats
| Pos. | Nom                    | CON             | Temps   | Dif.   |
| ---- | ---------------------- | --------------- | ------- | ------ |
| 1    | Ireen Wüst             | Països Baixos   | 4:02.43 |        |
| 2    | Renate Groenewold      | Països Baixos   | 4:03.48 | +1.05  |
| 3    | Cindy Klassen          | Canadà          | 4:04.37 | +1.94  |
| 4    | Anni Friesinger        | Alemanya        | 4:04.59 | +2.16  |
| 5    | Claudia Pechstein      | Alemanya        | 4:05.54 | +3.11  |
| 6    | Daniela Anschütz-Thoms | Alemanya        | 4:06.89 | +4.46  |
| 7    | Martina Sáblíková      | Txèquia         | 4:08.42 | +5.99  |
| 8    | Kristina Groves        | Canadà          | 4:09.03 | +6.60  |
| 9    | Clara Hughes           | Canadà          | 4:09.17 | +6.74  |
| 10   | Katarzyna Wojcicka     | Polònia         | 4:09.61 | +7.18  |
| 11   | Catherine Raney        | Estats Units    | 4:10.44 | +8.01  |
| 12   | Wang Fei               | R.P. de la Xina | 4:10.55 | +8.12  |
| 13   | Eriko Ishino           | Japó            | 4:11.21 | +8.78  |
| 14   | Maki Tabata            | Japó            | 4:12.38 | +9.95  |
| 15   | Maren Haugli           | Noruega         | 4:12.50 | +10.07 |
| 16   | Anna Natalia Rokita    | Àustria         | 4:12.87 | +10.44 |
| 17   | Moniek Kleinsman       | Països Baixos   | 4:13.81 | +11.38 |
| 18   | Svetlana Vysokova      | Rússia          | 4:13.94 | +11.51 |
| 19   | Noh Seon Yeong         | Corea del Sud   | 4:15.68 | +13.25 |
| 20   | Adelia Marra           | Itàlia          | 4:16.27 | +13.84 |
| 20   | Eriko Seo              | Japó            | 4:16.27 | +13.84 |
| 22   | Margaret Crowley       | Estats Units    | 4:17.37 | +14.94 |
| 23   | Annette Bjelkevik      | Noruega         | 4:17.57 | +15.14 |
| 24   | Valentina Yakshina     | Rússia          | 4:19.43 | +17.00 |
| 25   | Ji Jia                 | R.P. de la Xina | 4:21.06 | +18.63 |
| 26   | Daniela Oltean         | Romania         | 4:23.34 | +20.91 |
| 27   | Kristine Holzer        | Estats Units    | 4:26.60 | +24.17 |
| 28   | Nataliya Rybakova      | Kazakhstan      | 4:38.76 | +36.33 |